# 一宮宗是
一宮 宗是（いちのみや むねこれ）は、戦国時代の武将。今川氏の家臣。子に一宮元実（持舟城主）。
天文23年（1554年）、甲相駿三国同盟により甲斐国の武田氏と同盟を結んでいた今川氏は武田信玄が信濃国に侵攻した際に、宗是を援軍として信濃に派遣したとされている。
永禄3年（1560年）5月19日、桶狭間の戦いで討死した。